# Florian Vyent

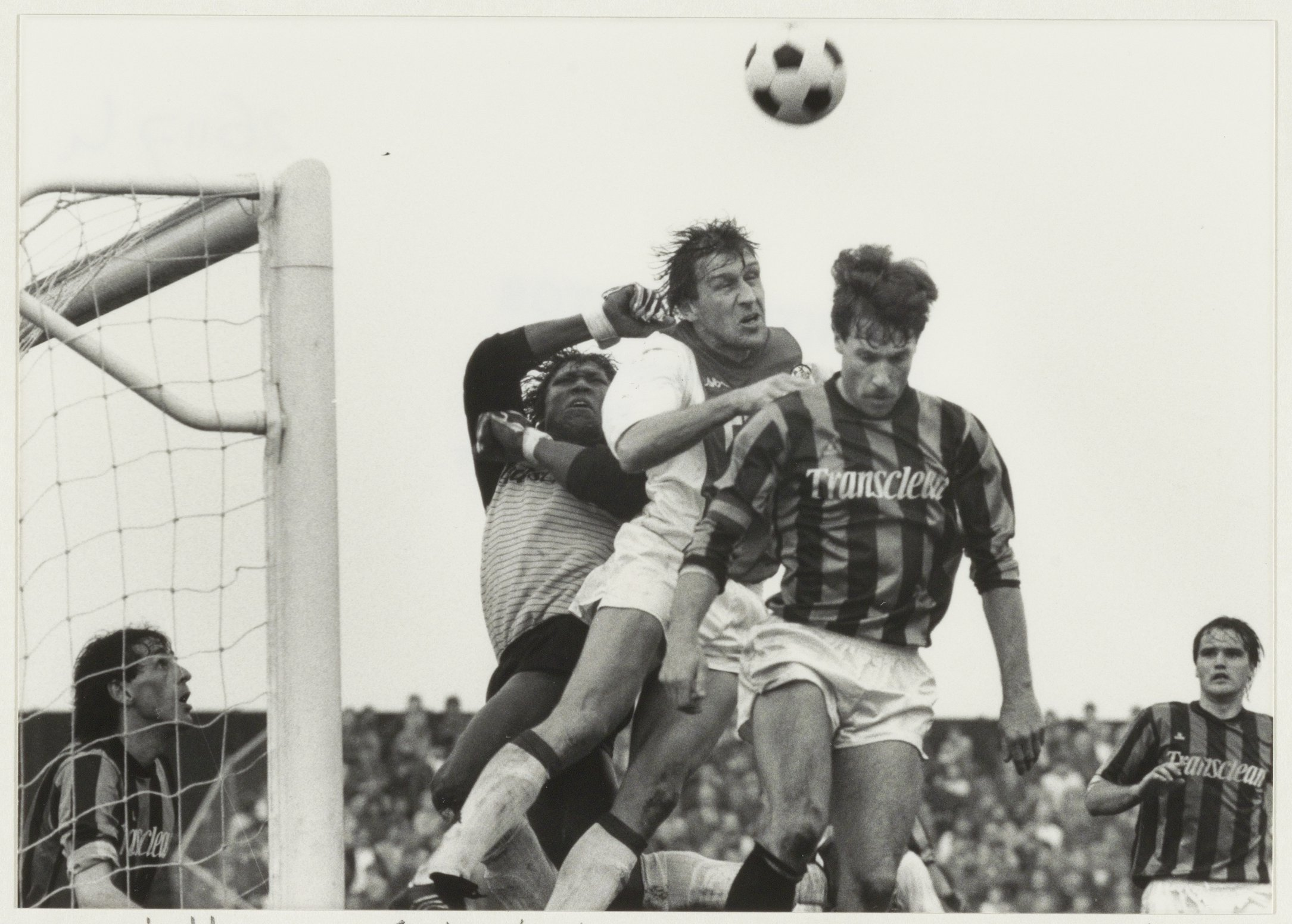
Bekerwedstrijd RCH-Ajax 1-3 (1986). Op de foto v.l.n.r. K. van Grootveld, Florian Vyent, Ronald Spelbos (Ajax), Ben van Leeuwen, R. Hoogervorst

Florian Gerrit Vyent (Paramaribo, 28 november 1961 – bij Zanderij, 7 juni 1989)  was een Nederlands-Surinaamse voetballer. Hij was van 1987 tot het moment van zijn overlijden doelverdediger bij Telstar. Daar speelde hij eerst twee seizoenen als amateur en kreeg voor het seizoen 1989/90 een contract. Eerder speelde hij voor de amateurverenigingen Blauw-Wit en RCH en in 1987 kort voor de Belgische tweedeklasser Berchem Sport.
Kort na afloop van het seizoen 1988/89 werd hij samen met teamgenoot Radjin de Haan geselecteerd voor het Kleurrijk Elftal, dat enkele wedstrijden zou spelen in Suriname. Vyent kwam net als de meeste leden van het elftal om toen het vliegtuig kort voor de landing in de buurt van Zanderij neerstortte. De Haan overleefde de SLM-ramp.
Zijn jongere broer Patrick overleed op 19 juni 1989, twaalf dagen na de dood van Florian. De broers werden op 22 juni 1989 samen begraven op de De Nieuwe Oosterbegraafplaats in Amsterdam.